# Мисс Америка 1936
Мисс Америка 1936 (англ. Miss America 1936) — 10-й конкурс красоты Мисс Америка, проводился в Steel Pier, Атлантик-Сити, штат Нью-Джерси Несмотря на победу в трёх конкурсах конкурсов («самая красивая девушка в вечернем платье», «самая совершенная модель» и «Miss Outdoors Girl»), Мисс округ Кук стала 3-я Вице мисс. Мисс Коннектикут, 2-я Вице мисс, победила в номинации «Мисс личность». Представительница Филадельфии, Роуз Вероника Койл, стала победительницей в номинации «Talent Award». Участницы из штата Пенсильвании стала победительницей конкурса, три участницы из штата победительницы вошли в Топ-15.

## Результаты
| Результат         | Участница |
| ----------------- | --- |
| Мисс Америка 1936 | - Филадельфия — Роуз Вероника Койл |
| 1-я Вице мисс     | - Калифорния — Филлис Хьюм Добсон |
| 2-я Вице мисс     | - Коннектикут — Тилли Феодора Сесилия Грей |
| 3-я Вице мисс     | - Округ Кук — Арлин Кози |
| 4-я Вице мисс     | - Бирмингем — Глория Левинг |
| Топ 15            | - Алабама — Томми Мари Пек - Кентукки Блу Грасс — Жан М. Мегерле - Бакай Лейк — Эвелин Таунли - Честер — Элейн Миллер - Корпус Кристи — Патриция Аллен Грин - Кентукки — Шарле Хайтман - Нью-Гэмпшир — Эдна Дин Джонс - Питтсбург — Бонни Бойл - Ридинг — Анна Юлия Закер - Виргиния — Долорес Тейлор |

### Награда

#### Предварительные награды
| Награды | Участница                                                                                        |
| ------- | ------------------------------------------------------------------------------------------------ |
| Талант  | - Бирмингем — Глория Левинг - Калифорния — Филлис Хьюм Добсон - Филадельфия — Роуз Вероника Койл |

## Примечание
1. ↑  Philadelphia Girl is "Miss America". The La Crosse Tribune. Associated Press. 13 сентября 1936. p. 1.
2. ↑  Associated Press Wire Photo (14 сентября 1936). Win Beauty Awards. The Lowell (MA) Sun. p. 1.

## Ссылка
- Официальный сайт «Мисс Америка»